# Jac. Goderie
Jacob (Jac.) Goderie (Tilburg, 23 maart 1951) is een Nederlands columnist, acteur, radio- en televisiepresentator.
Goderie was al jong in film geïnteresseerd en werkt vanaf 1972 in de filmindustrie. Hij is begonnen bij Cineac (Cinema Actuelle), Tuschinski en hij heeft jarenlang alle Pathé Cinemas in Nederland geprogrammeerd. Hij programmeert vanaf 1978 alle films die KLM aan boord vertoont en vanaf 2004 ook bij Air France. In het jaar 2004 presenteerde hij samen met René Mioch het filmprogramma Mioch versus Goderie op RTL 5. Hij presenteerde 16 jaar lang het televisieprogramma Filmspot. Van 1996 tot en met 2000 was hij presentator van het radioprogramma Weekendcafé van de AVRO, ook had hij op BNR Nieuwsradio een filmprogramma getiteld BNR Film. 
Goderie speelde kleine rolletjes in de speelfilms De Tasjesdief, Vet Hard en Spion van Oranje. In 2019 kreeg Goderie het Ere-Gouden Kalf toegekend voor zijn bijdrage aan de filmcultuur.

## Trivia
- Voor de Nederlandstalige versie van Disney's De Klokkenluider van de Notre Dame sprak Goderie een van de stemmen in.
- Op 17 januari 1997 was hij te gast in Dit was het nieuws.
- Goderies grote held is de Engelse filmrecensent Barry Norman, die jarenlang een filmprogramma op de BBC had.